# Nitrur d'escandi
El nitrur d'escandi (ScN) és un semiconductor de banda intercalada indirecta binari III-V. Està compost pel catió escandi i l'anió nitrur. Forma cristalls que es poden cultivar sobre paper de tungstè mitjançant sublimació i recondensació. Té una estructura de cristall de sal de roca amb una constant de gelosia de 0,451 nanòmetres, un interval de banda indirecte de 0,9 eV i un interval de banda directa de 2 a 2,4 eV. Aquests cristalls es poden sintetitzar mitjançant la dissolució de gas nitrogenat amb foses d'indi-escandi, polverització de magnetrons, MBE, HVPE i altres mètodes de deposició. El nitrur d'escandi també és una porta eficaç per als semiconductors sobre un substrat de diòxid de silici (SiO₂) o diòxid d'hafni (HfO₂).